# Ordre Nachim

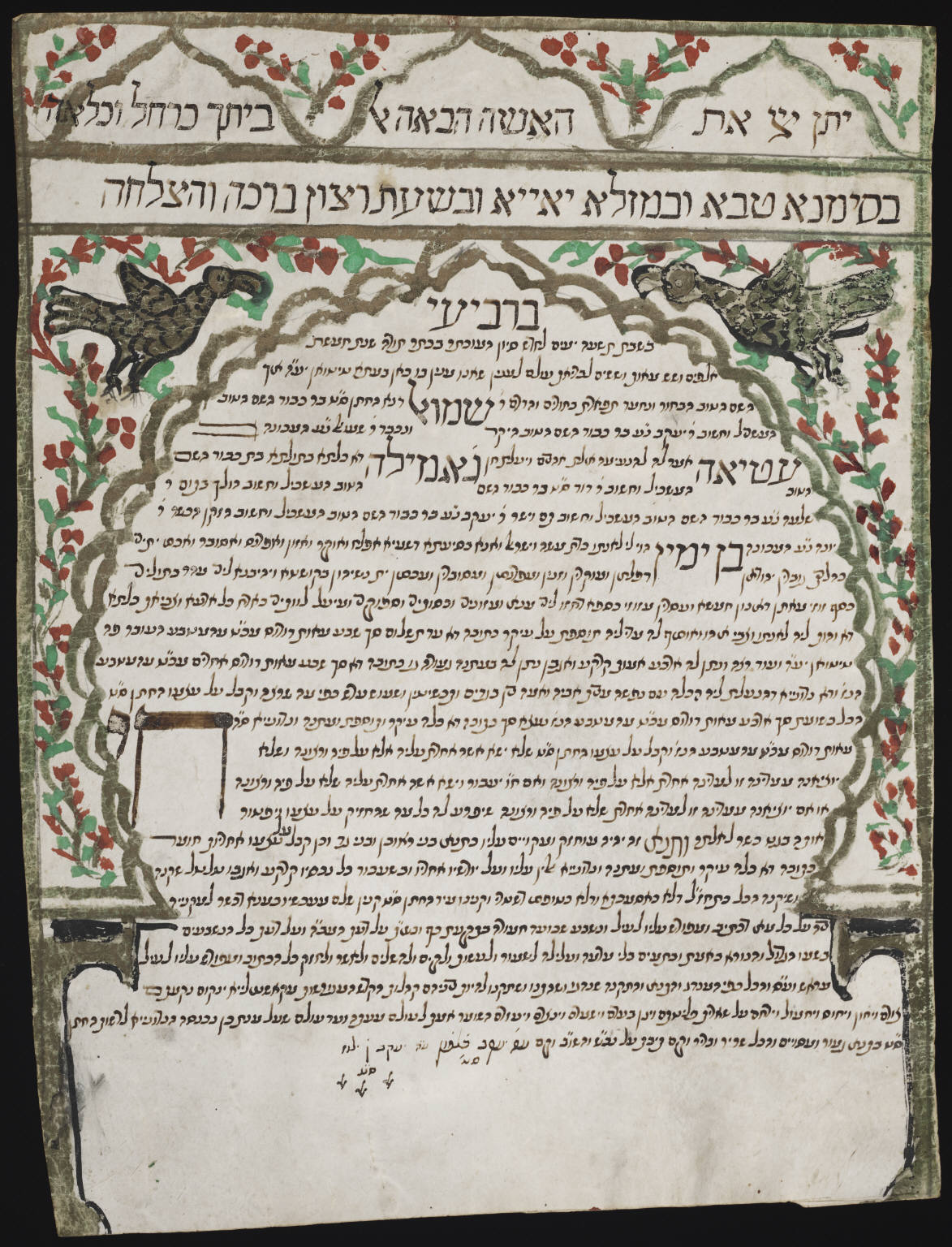
Un contrat nuptial rédigé selon la loi rabbinique

L’ordre Nashim (hébreu: סדר נשים Seder Nashim, « ordre des femmes ») est le troisième des six ordres de la Mishna. Il comprend sept traités et a pour objet le droit matrimonial, avec les lois régissant les relations entre mari et femme.

## Objet de l'ordreAdib Bouziane
L'ordre  Nashim regroupe les directives d'application des prescriptions bibliques concernant le droit matrimonial. Il résulte de la compilation des traditions orales des différents docteurs de la Loi ayant exercé avant la clôture de la Mishna, en 200 EC.
En raison de leur importance pratique pour le droit matrimonial et la moralité sexuelle, les traités de l'ordre Nashim sont soulignés dans l'étude rabbinique, les parties les plus pertinentes sont longuement commentées par les commentateurs médiévaux et par les autorités rabbiniques ultérieures, qui ont publié de nombreuses réponses sur le sujet.

## Traités de l’ordre Nashim
L'ordre Nashim comporte sept traités, possédant tous une Guemara (développement talmudique de la Mishna) dans le Talmud de Babylone et le Talmud de Jérusalem. L’ordre « canonique » des traités, dressé par Moïse Maïmonide, est le suivant :
1. Yévamot (יבמות « belles-sœurs »), basé sur Deutéronome 25:5-10 et Ruth 4, comporte seize chapitres. Il traite d’une part des lois du yibboum (mariage lévirat), prescrit lorsqu’un homme ayant des frères n’a pu donner de fils à son épouse et, d’autre part, des lois de la halitza (cérémonie de déchaussement) par laquelle le frère du mari décédé annonce publiquement renoncer à obligation d’épouser la veuve.
2. Kétoubot (כתובות «contrats de mariage») traite de la ketouba (contrat de mariage), basée sur Exode 22:16. Le traité décrivant en treize chapitres le contenu, le mode de présentation et la valeur fiscale de ce contrat ; il offre des informations essentielles sur le droit matrimonial et sur les lois d’héritage dans le droit rabbinique, ainsi que des discussions détaillées sur les devoirs mutuels des conjoints.
3. Nédarim (נדרים « vœux ») élabore sur Nombres 30:3, traitant en onze chapitres des différentes formes de vœux par lesquelles on s'oblige à s’abstenir de tout, et de la dispense ou l’annulation de ces vœux par le père ou le mari pour les jeunes filles et les femmes mariées respectivement.
4. Nazir (נזיר « celui qui s'abstient ») fait suite au traité précédent, traitant en neuf chapitres des lois du nazirat exposées en Nombres 6:2, discutant de l’abstinence, de la durée de ces vœux, des possibilités de les annuler. La possibilité pour une femme ou un esclave de prononcer ces vœux est également discutée.
5. Sota (סוטה « perverse ») traite en neuf chapitres des règles relatives à la femme soupçonnée d’infidélité à ses vœux de mariage, sa citation devant le Grand Sanhédrin, l’administration de l'« eau amère » et ses effets (cf. Nombres 5:18). Il est également question des fonctions de l’aumônier de guerre, et des signes avant-coureurs de l’avènement du Messie.
6. Guittin (גיטין « certificats de divorce »), traité de neuf chapitres, a pour sujet l’annulation du mariage par le divorce ainsi que les formes et cérémonies qui s’y rattachent (cf. Deutéronome 24:1-4). Il légifère également sur les formalités de l’émancipation des esclaves.
7. Kiddouchine (קידושין « consécration nuptiale ») traite des formalités des fiançailles et du mariage (cf. Deutéronome 24:1 et suivants), du statut de la progéniture issue de noces légales et illégales, des mariages entre certaines catégories de personnes et des éléments de preuve suffisants pour prouver la validité d’un mariage contracté au-delà des frontières. Le traité se termine par quelques préceptes éthiques qui touchent les relations générales entre les sexes. Il est composé de 4 chapitres.